# Ахмед Фатхи
Ахмед Фатхи Абделмонем Ахмед Ибрахим (арап. أحمد فتحي‎‎‎, романизовано Ahmed Fathi Abdelmonem Ahmed Ibrahim; Бенха, 10. новембар 1984)  
професионални је египатски фудбалер који игра на позицијама десног бека и дефанзивног везног.

## Клупска каријера
Највећи и најуспешнији део играчке кариојере провео је у дресу екипе Ал Ахли са којом је освојио чак 7 титула националног првака и 3 трофеја Афричке лиге шампиона. У домовини је играо још и за екипу Исмаилије у којој је започео каријеру и са којом је освојио једну титулу националног првака, а једно краће време играо је и за енгелске премијерлигаше Шефилд јунајтед и Хал Сити. 

## Репрезентативна каријера
У дресу репрезентације одиграо је до сада 127 утакмица и пети је играч по броју наступа у репрезентацији Египта. Са репрезентацијом је освојио три тиуле КАФ купа нација − 2006, 2008. и 2010, те једну сребрну медаљу 2017. године. За репрезентацију је играо и на Купу конфдерецаија 2009, те на Светском првенству 2018. у Русији. 
На прве две утакмице Светског првенства у Русији Фатхи је имао улогу капитена националног тима. У другој утакмици у групи А, у поразу од Русије 1:3 Фатхи је постигао аутогол за вођство противника од 0:1. 